# Amoebidae
Famille
Les Amoebidae sont une famille d'amibes de la classe des Tubulinés et l'ordre des Euamoebidés.

## Étymologie
Le nom de la famille vient du genre type Amoeba, dérivé du grec ἀμοιβή / amoibè « changement », en référence aux changements de forme dont sont capables ces protistes lorsqu'ils se déplacent, en émettant des pseudopodes.
Le genre Amiba a été érigé en 1822 par Bory de Saint-Vincent,. En 1830, le naturaliste allemand C.G. Ehrenberg a adopté ce genre dans sa propre classification des créatures microscopiques, mais a changé l'orthographe en Amoeba.

## Description
Les Amoebidae, dans leur forme locomotrice, mesurent généralement plus de 80 µm de longueur, avec des pseudopodes cylindriques à calotte hyaline. Certaines espèces sont monopodiales mais la plupart sont polypodiales. Beaucoup ont des cristaux cytoplasmiques. Leur noyau contient souvent  du matériel nucléaire en petits fragments.
L'espèce Amoeba proteus (Pallas, 1766) Leidy, 1878, a des cellules locomotrices pouvant atteindre de 220 à 760 µm de longueur. Elles sont généralement polypodiales avec un pseudopode dominant, généralement avec des plis ou des crêtes dorsaux et latéraux. Au repos ou bien nourries, les cellules sont irrégulièrement arrondies. On observe des formes flottantes avec de longs pseudopodes rayonnants. Le cytoplasme a un aspect granuleux, souvent avec des cristaux bipyramidaux tronqués ou en forme de plaque. Un uroïde morulé (queue en forme de mure) est présent en position postérieure. Le noyau est discoïde ou ovoïde, parfois avec des granules périphériques. Le matériel nucléolaire est souvent dispersé.

## Habitat
L'espèce Amoeba proteus vit en eau douce ; elle est très fréquente sur les Sphaignes humides.

## Liste des genres
Selon IRMNG (31 janvier 2025) :
- Amiba Bory de St. Vincent, 1822
- Amoeba Ehrenberg, 1830 genre type
- Autamoeba Haeckel
- Chaos Linnaeus, 1753
- Deuteramoeba Page, 1986
- Hydramoeba Reynolds & Looper, 1928
- Metachaos Schaeffer, 1926
- Parachaos  Willumsen, Siemensma & Suhr-Jessen, 1987
- Polychaos Schaeffer, 1926
- Protamoeba Haeckel, 1866
- Trichamoeba Fromentel, 1874

## Systématique
Le nom valide de ce taxon est Amoebidae Ehrenberg, 1838.